# Marco Charún
Marco Charún León (Callao, 1 de noviembre de 1966) es un exfutbolista peruano que desempeñaba de mediocampista.

## Trayectoria
Nacido en el Callao, es primo de Pedro Pablo León (también conocido como Perico) como también de César Charún. 
Sus primeros pasos en el fútbol los hizo en las inferiores de Alianza Lima a la edad de 10 años, luego se iría a Tacna para jugar en el Coronel Bolognesi donde debutaría profesionalmente en 1985 con tan solo 19 años, con el tiempo fue titular y figura del equipo hasta 1987 siendo recordado en el club tacneño.
Ya en 1988 después de la tragedia del Fokker llega a Alianza Lima como refuerzo en el mediocampo teniendo actuaciones destacables, después se iría al Sport Boys en el año 1991 donde sale subcampeón siendo de los más contribuyentes del plantel junto a Germán Carty, Kukín Flores, entre otros.
En 1995 deja el cuadro porteño para jugar por el Atlético Torino donde pelearián por el descenso hasta la última fecha así salvandose de la categoría, después de un año volviera al Sport Boys teniendo una campaña regular siendo su último año en el club chalaco.
Después jugaría por clubes de la Copa Perú hasta retirarse del fútbol profesional. Luego de su retiro actuó como técnico de equipos de ligas distritales.

## Clubes
| Club              | País | Año         |
| ----------------- | ---- | ----------- |
| Coronel Bolognesi | Perú | 1985 - 1987 |
| Alianza Lima      | Perú | 1988 - 1990 |
| Sport Boys        | Perú | 1991 - 1994 |
| Atlético Torino   | Perú | 1995        |
| Sport Boys        | Perú | 1997        |

## Palmarés

### Campeonatos regionales
| Título                   | Título                   | Título                   | Club         | País | Año  |
| ------------------------ | ------------------------ | ------------------------ | ------------ | ---- | ---- |
| Torneo Descentralizado B | Torneo Descentralizado B | Torneo Descentralizado B | Alianza Lima | Perú | 1988 |
| Torneo Metropolitano     | Torneo Metropolitano     | Torneo Metropolitano     | Alianza Lima | Perú | 1989 |
| Torneo Metropolitano     | Torneo Metropolitano     | Torneo Metropolitano     | Alianza Lima | Perú | 1990 |